# نظارة مصطفى فهمي باشا الثانية
نظارة مصطفى فهمي باشا الأولى هي النظارة الرابعة عشر في مصر، صدر الأمر العالي بتشكيلها في 17 يناير 1892.

## أعضاء الحكومة
| النظارة               | الناظر                                                |
| --------------------- | ----------------------------------------------------- |
| رئيس مجلس النظار      | مصطفى فهمي باشا                                       |
| ناظر الداخلية         | مصطفى فهمي باشا (إلى جانب منصبه رئيسًا لمجلس النظار)   |
| ناظر المالية          | عبد الرحمن رشدي باشا                                  |
| ناظر الخارجية         | تكران باشا                                            |
| ناظر الحربية والبحرية | يوسف شهدي باشا                                        |
| ناظر الحقانية         | إبراهيم فؤاد باشا                                     |
| ناظر الأشغال العمومية | محمد زكي باشا                                         |
| ناظر المعارف          | محمد زكي باشا (إلى جانب منصبه ناظرًا للأشغال العمومية) |

## وصلات داخلية
- قائمة رؤساء مجلس وزراء مصر